# Орден Короны (Иран)
Орден Короны — высшая государственная награда Персии, а с 1926 года одна из высших наград Шаханшахского Государства Иран.

## История
Орден Короны был учреждён в 1913 году Ахмад-шахом в замет обесцененного ордена Льва и Солнца, как высшая государственная награда в одном классе в виде орденской цепи со знаком-кулоном, звезды и чрезплечной ленты золотого цвета с небесно-голубыми полосками по краям.
В 1926 году шах Ирана Реза Пехлеви реорганизовал орден: с учреждением ордена Пехлеви орден Короны утратил статус высшей государственной награды, к орденской цепи были добавлены ещё пять классов.
В результате Исламской революции 1979 года в числе других шахских наград орден Короны был упразднён.

## Степени
Орден Короны имеет шесть классов:
- Орденская цепь
- Кавалер Большой ленты — знак ордена на чрезплечной ленте, звезда на левой стороне груди.
- Гранд-офицер — знак ордена на нагрудной ленте с розеткой и звезда ордена на правой стороне груди
- Командор — знак ордена на шейной ленте
- Офицер — знак ордена на нагрудной ленте с розеткой
- Кавалер — знак ордена на нагрудной ленте

## Описание
Внешний вид ордена был создан под влиянием французского ордена Почётного легиона.
Знак ордена представляет собой пятиконечный крест, с раздвоенными концами («ласточкин хвост») белой эмали с каймой зелёной эмали и шариками на концах, между плеч которого сияющие штралы. В центре круглый медальон голубой эмали с широкой золотой каймой. В медальоне изображена корона Киани в цветных эмалях. На кайме две ветви: лавровая и дубовая, вверху год: «١٣٣٢» («1332» — по лунному календарю).
Реверс знака в медальоне изображение солнца ариев.
Знак при помощи переходного звена в виде венка из лавровой и дубовой ветвей крепится к орденской ленте.
Звезда ордена десятиконечная с двугранными разновеликими лучами, на которую наложен знак ордена без штралов между плечами.
Лента ордена золотого цвета с небесно-голубыми полосками по краям.